# Jezioro Zakrzewskie (powiat sępoleński)
Jezioro Zakrzewskie – jezioro w woj. kujawsko-pomorskim, w powiecie sępoleńskim, w gminie Więcbork, leżące na terenie Pojezierza Południowokrajeńskiego

## Dane morfometryczne
Powierzchnia zwierciadła wody według różnych źródeł wynosi od 66,2 ha przez 66,6 ha do 71,0 ha
Zwierciadło wody położone jest na wysokości 109,6 m n.p.m. lub 109,5 m n.p.m. Średnia głębokość jeziora wynosi 3,8 m lub 3,9 m, natomiast głębokość maksymalna 7,5 m.
Według różnych źródeł w 2004 roku wody jeziora zaliczono do III klasy czystości lub do wód pozaklasowych i III kategorii podatności na degradację.

## Hydronimia
Według urzędowego spisu opracowanego przez Komisję Nazw Miejscowości i Obiektów Fizjograficznych (KNMiOF) nazwa tego jeziora to Jezioro Zakrzewskie. Na niektórych mapach topograficznych podawana jest oboczna nazwa tego jeziora Łosowo.